# Lapouyade
Lapouyade är en kommun i departementet Gironde i regionen Nouvelle-Aquitaine i sydvästra Frankrike. Kommunen ligger i kantonen Guîtres som tillhör arrondissementet Libourne. År 2022 hade Lapouyade 545 invånare.

## Befolkningsutveckling
Antalet invånare i kommunen Lapouyade
Referens:INSEE